# Popołudniowe rozmowy z dźwiękiem
Popołudniowe rozmowy z dźwiękiem – audycja muzyczna w Programie III Polskiego Radia, prowadzona przez Aleksandrę Kaczkowską, córkę Piotra Kaczkowskiego. Audycja nadawana była w paśmie sobotnim Zapraszamy do Trójki, od godziny 16:00 do 19:00. Swoją premierę audycja miała 9 września 2006 r., ostatnie wydanie miało miejsce 6 października 2007 r. W związku ze zmianą ramówki, od 13 października 2007 została przeniesiona na sobotni wieczór (godz. 22.00-24.00). W ramach kolejnych zmian audycja nadawana była w niedzielę w godzinach 0:05-2:00 pod nazwą Ciemna Strona Mocy.
Kolejna zmiana ramówki we wrześniu 2013, pomimo protestów słuchaczy Trójki, zaowocowała zmianą pory nadawania na czwartek 2:00-4:00. Od 2017 do września 2020 roku audycja nadawana była ze środy na czwartek od północy do 2:00. Od września 2020 audycja emitowana jest w nocy z piątku na sobotę w godzinach 0:05-2:00.
Prezentowana była muzyka różnorodna – mieszanka trip-hopu, ambientu, dubu, jazzu, ambitnego hip-hopu, elektroniki, muzyki filmowej.